# Agroeca gaunitzi
Agroeca gaunitzi är en spindelart som beskrevs av Albert Tullgren 1952. Agroeca gaunitzi ingår i släktet Agroeca och familjen månspindlar.
Artens utbredningsområde är Sverige. Inga underarter finns listade i Catalogue of Life.